# Mataraca
Mataraca là một đô thị thuộc bang Paraíba, Brasil. Đô thị này có diện tích 174,398 km², dân số năm 2007 là 6261 người, mật độ 35,9 người/km².